# Orthogrammica inconspicua
Orthogrammica inconspicua är en fjärilsart som beskrevs av Butler 1880. Orthogrammica inconspicua ingår i släktet Orthogrammica och familjen nattflyn. Inga underarter finns listade i Catalogue of Life.